# Hoogeveensche Courant
De Hoogeveensche Courant is een in Hoogeveen en omstreken verschijnende krant. 

## Geschiedenis
De krant verscheen in 1860 voor het eerst als Hoogeveensch Nieuws- en Advertentieblad. In 1862 werd de kop gewijzigd in Weekblad voor Hoogeveen en omstreken.
Op 3 januari 1874 werd de naam gewijzigd naar Hoogeveensche Courant en verscheen het blad tweemaal per week; op woensdag en zaterdag. Uitgeverij van de krant was C. Pet. In 1942 werd de uitgave gestaakt op aandringen van de Duitse bezettingsmacht. Op 13 april 1945 gingen de persen weer aan.
Tot de overname van de krant door Boom regionale uitgevers uit Meppel in 2014 is de krant in handen van Pet. De krant verschijnt als een van de laatste kranten in Nederland op het broadsheet formaat – landelijk is dat de Telegraaf.
In 2017 volgt de overname van de nieuwstitels van Boom Nieuwsmedia door de NDC Mediagroep, uitgever van Dagblad van het Noorden, Leeuwarder Courant en Friesch Dagblad en vele huis-aan-huisbladen.
De NDC Mediagroep wordt gekocht door het Belgische Mediahuis en vanaf 2021 is de uitgever van de Hoogeveensche Courant daarmee Mediahuis Noord geworden.
De Hoogeveensche Courant verschijnt tegenwoordig driemaal per week, sinds 1966 op maandag, woensdag en vrijdag. De maandag- en vrijdagkrant zijn abonnee-uitgaven, de woensdageditie wordt huis-aan-huis verspreid in een groot deel van Zuidwest- en Midden-Drenthe.